# IC 3240
IC 3240 — галактика типу E (еліптична галактика) у сузір'ї Діва.
Цей об'єкт міститься в оригінальній редакції індексного каталогу.